# Kandalaksha (huyện)
Huyện Kandalaksha (tiếng Nga: ? райо́н) là một huyện hành chính tự quản (raion), của Tỉnh Murmansk, Nga. Huyện có diện tích 13588 km², dân số thời điểm ngày 1 tháng 1 năm 2000 là 45500 người. Trung tâm của huyện đóng ở Kandalaksha.